# Apeadero de Leandro
El Apeadero de Leandro, igualmente conocido como Estación de Leandro, es una plataforma ferroviaria de la Línea del Miño, que sirve a la parroquia de São Pedro Fins, en el Ayuntamiento de Maia, en Portugal.

## Características

### Descripción física
En 2010, esta plataforma poseía 2 vías de circulación, con 316 y 292 metros de longitud útil; las 2 plataformas presentaban 232 metros de extensión, con una altura de 70 centímetros.